# Kittanning (Pennsylvania)
Kittanning település az Amerikai Egyesült Államok Pennsylvania államában, Armstrong megyében, melynek megyeszékhelye is. Lakosainak száma 3921 fő (2020. április 1.).

## Népesség
A település népességének változása:

| 2010 | 4 044 |
| 2020 | 3 921 |